# Súrya

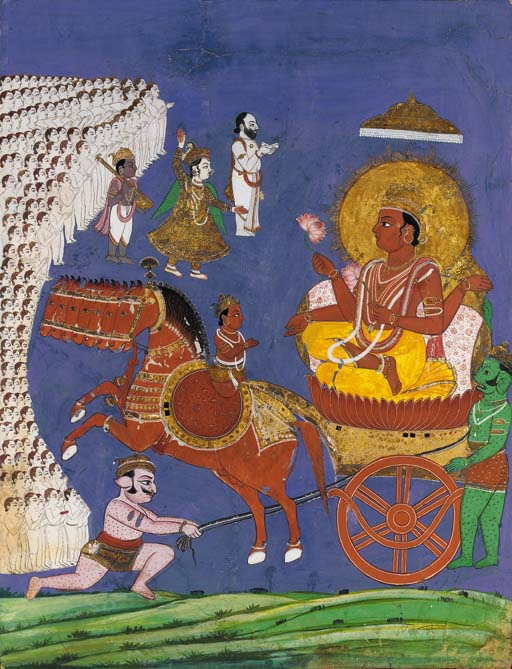
Surya és adorat per les multituds, miniatura, escola de Tanjore, s. XIX (col·lecció privada).

Súrya (devanagari: सूर्य Sūrya, "La llum suprema") és el déu solar de l'hinduisme. A la literatura índia antiga també se l'anomena Aaditya, Arka, Bhanu, Savitr, Pushan, Ravi, Martanda, Mitra o també Vivasvan. Súrya va ser molt venerat com a déu del Sol, que genera vida, creador de l'univers i les coses. Sovint se'l descriu muntat sobre un carro portat per set cavalls o un cavall amb set caps, que representen els set colors de l'arc de Sant Martí, els set txakres o els set dies de la setmana. Viatja pel cel en un carro, guiat per la foscor, Aruna, que va assegut. De vegades també se'l representa amb una flor de lotus a cada mà. El mot Sūrya també fa referència al Sol en general i es fa servir com a nom propi.
Apareix esmentat per primera vegada al Rig-veda, on es diu que tot ell està fet d'or. Segons Yaska (entre els segles VI i IV aC), que fou el comentarista més antic del Rig-veda, Surya és fill de la deessa Aditi. Encara que altres deïtats tenen ara més predominança, el culte a Súrya encara és palès. De fet, els acadèmics pensen que en l'hinduisme medieval el nom de la deïtat era un epítet de Brahma, Vixnu i Xiva, les divinitats principals de l'hinduisme actual. Té molts temples dedicats arreu de l'Índia. El més famós és el temple del Sol de Konark. El popular mantra Gayatri també està relacionat amb Súrya.
Pertany al grup de déus Aditiás, fills de la deessa Áditi, una de les més antigues.

## Els noms de Súrya
Com tots els déus hindús, està registrat al llibre dels Vedes, però apareix amb diversos noms o epítets diferents, tots ells fent referència al seu element principal: el Sol.
- Ádri: pedra, muntanya, massa de núvols.
- Aga: inamovible.
- Ágra Bhush: preeminencia a l'hora de menjar.
- Aguira: foc
- Akshí: ull.
- Amshú Bhartri: senyor dels rajos de llum.
- Amshú Dhara: ésser que sosté els rajos del llum.
- Amshú Jasta: té els rajos de llum per mans.
- Amshú Pati: senyor o rei dels rajos de llum.
- Amshúmat: qui té rajos afilats.
- Añshishth o Añyishnu: extremadament brillant.
- Atna, Atnu, A-Tujina, Dhaman, Tujina Rashmi, A-Tujina Ruchi: que no té llum freda.
- A-Tushara Kara: que no té rajos freds.
- Bháskara: productor de llum.
- Dína: productor del dia.
- Grája Gramanï: planeta líder.
- Grajapati: rol de senyor dels astres.
- Grája Pusha o Grájamush: qui acaricia els planetes.
- Karma Sakshi: testimoni de les activitats, ja que se'l considera déu omnipresent a la terra i pot observar tot el que fan els homes.
- Mijira: qui té el poder d'evaporar l'aigua del mar per convertir-la en núvols.
- Ravi: relacionat amb l'astronomia i l'astrologia.
- Savitrí o Savitar: vivificant, estimulant, nomenat en la fase d'abans de l'alba. Després d'aquesta fase ja torna a ser nomenat Súrya.
- Vívaswat: radiant.

## Iconografia

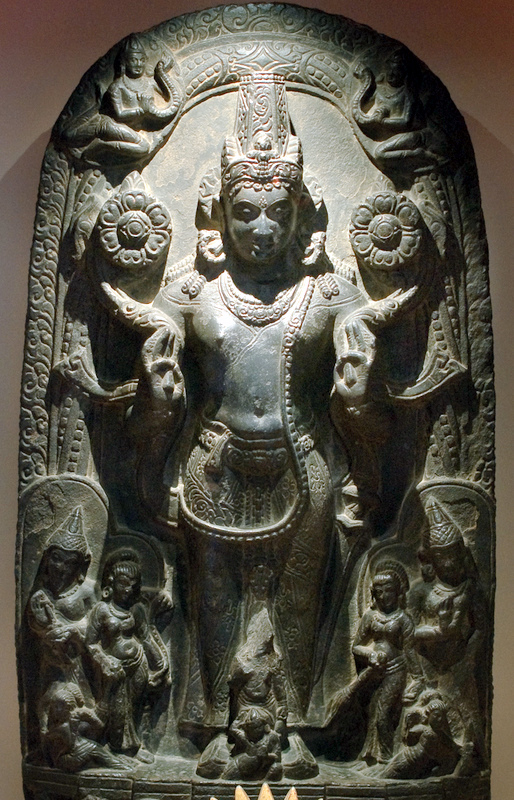
Estàtua de Súrya (col·lecció pública holandesa).

Abans de la seva representació antropomorfa, se'l representava com un ocell gegant, que al batre les ales generava rajos de llum. Un cop es va codificar la seva representació en forma humana, acostumava a ésser representat muntant un carro tirat per set cavalls o un sol cavall amb set caps, en representació dels set dies de la setmana o els set colors de l'arc de Sant Martí. Els set cavalls s'anemenen Gayatri, Brihati, Ushnih, Jagati, Trishtubha, Anushtubha i Pankti, adoptant el nom dels set noms de la prosòdia sànscrita, Chandah. El seu carro només té una roda, en record del disc solar, atribut d'algunes divinitats principals dins l'hinduisme. En general, es mostra com una divinitat amable i amistosa.
Habitualment se'l representa dempeus, en postura samapāda, sobre un pedestal en forma de flor de lotus. Porta com a atribut una flor de lotus a cada mà i en ocasions, també un cargol de mar, com Vixnu, ja que ell és el creador de l'univers i una de les maneres de controlar-lo és a través del sol. Al voltant del cap apareix una espècie de brillantor sagrada representada a mode de nimbe. Vesteix una indumentària propia del déu, l'anomenat "vestit nòrdic", en record a un mite relacionat amb una de les esposes.
Habitualment, els peus de Súrya no es poden representar amb detall, de vegades fins i tot se li cobreixen amb botes, ja que si l'escultor s'atrevia a fer-ho, corria el risc de contraure la malaltia de la lepra.
És freqüent que aparegui acompanyat dels dos guardiants de la porta, Dandi i Pingala, armats amb espases, i també per dues deesses de menors dimensions ubicades al voltant del seu cap, Usha i Pratyusha, ambdues deambulen diparant fletxes. Elles són símbols de l'alba, i amb les seves fletxes espanten la foscor. Un motiu iteratiu en les representacions iconogràfiques del déu és la figura dels set cavalls al pedestal o al fons.
Un altre personatge que l'acompanya és Chandra, la lluna, reconeguda pel símbol de la lluna creixent al seu cap. De fet, les portes dels monestir budistes a Nepal solen adornar-se molt sovint amb representacions de Surya i Chandra.
En d'altres llocs de l'Índia, se'l representa amb quatre braços, amb la pell vermella, tres ulls i essent portat en un carro tirat per set eugues. De vegades també el podem trobar representat mitjançant un objecte inanimat, com ara una pedra preciosa, arma, carro o una roda.
La iconografia del déu ha variat força amb el pas del temps. Així, especialment a partir del segle I dC, hi ha algunes concomitàncies força interessants en elements perses o fins i tot grecs. Alguns especialistes, de fet, han volgut veure en aquestes similituds iconogràfiques una possible importació o adopció de motius i influències gregues, iranianes i fins i tot escites. Anant més enllà, després de l'arribada grega i Kuixan a l'Índia, algunes icones del déu Surya comencen a mostrar el déu vestit amb un abric i botes altes. Si ens fixem en obres d'art budista, veurem el seu carro tirat per quatre en lloc de set cavalls.

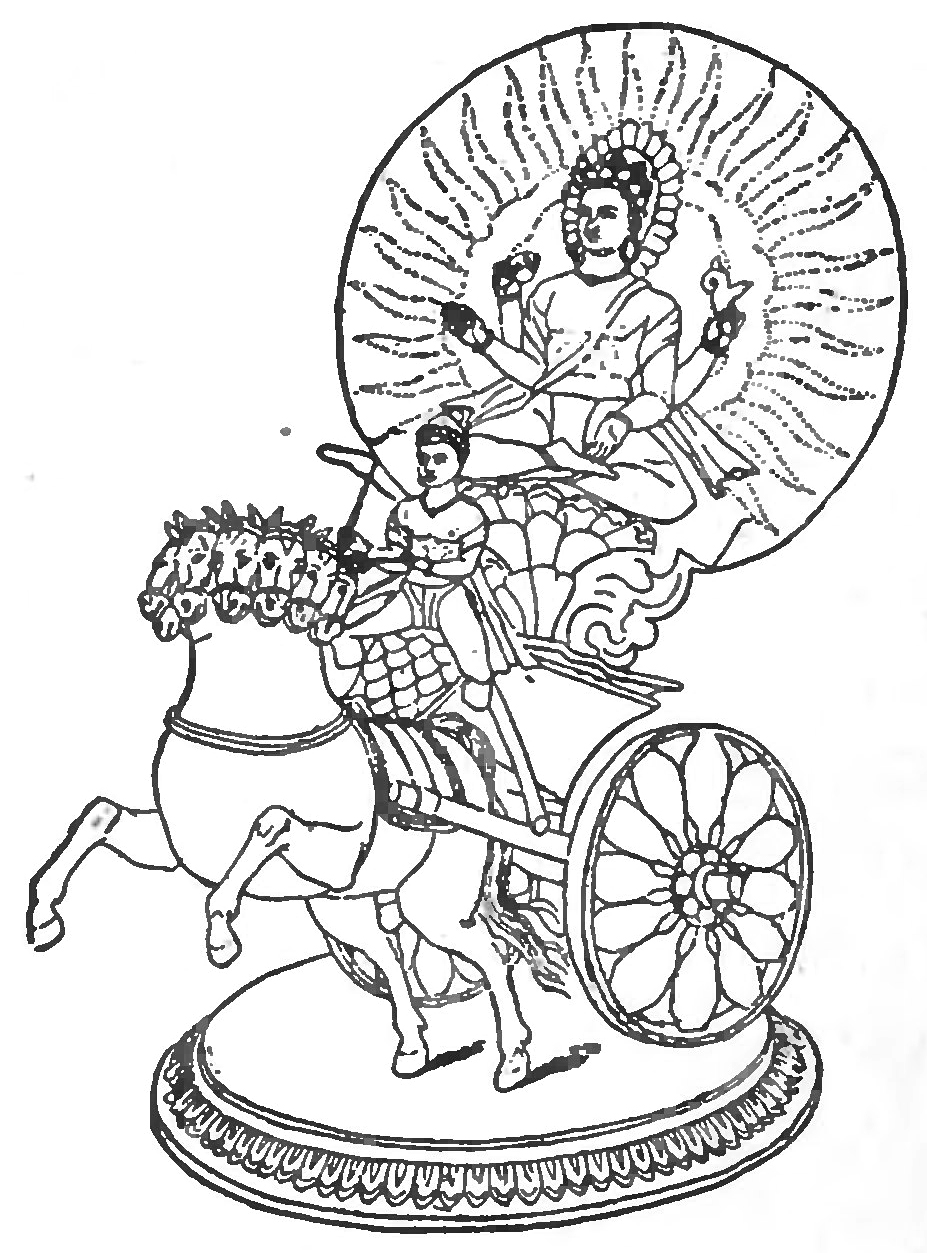
Dibuix de Surya tirant el seu carro (extret de History of India, 1906).

## Mites
Juntament amb Agni i Indra formen una tríada de déus. Aquests tres van esdevenir els déus més forts gràcies a una sèrie de sacrificis que els van aportar un major poder, convertint-se així en una de les tríades divines més venerades.
S'explica que va ser una divinitat amb molts matrimonis i fills. Aquestes unions, no sempre eren auspicioses, com ara el seu matrimoni amb Samjña, filla de Visvakarman, propietari de l'univers. Samjña no podia soportar la brillantor del seu marit, de manera que se'n va anar i va deixar la seva ombra com a substitut. A causa de l'abandonament, el sol es va amagar. Quan la buscava, li demanà ajuda a Visvakarman, qui li va recomanar que es desfés de la seva brillantor. El déu va crear una nova forma que no brillava, tret dels peus, i amb aquesta nova forma va trobar Samjña al nord.
Trobem un altre episodi on Súrya i Indra tenien una disputa, i Indra va arrencar una de les rodes del carro de Súrya.

### Descendència
Entre els fills de Súrya, trobem els bessons Yama i Yamï, considerats els primers éssers humans, que després serien divinitzats, Yama com a déu de la mort i Yamï la deessa-riu Yamuna, de caràcter creador com el seu pare.

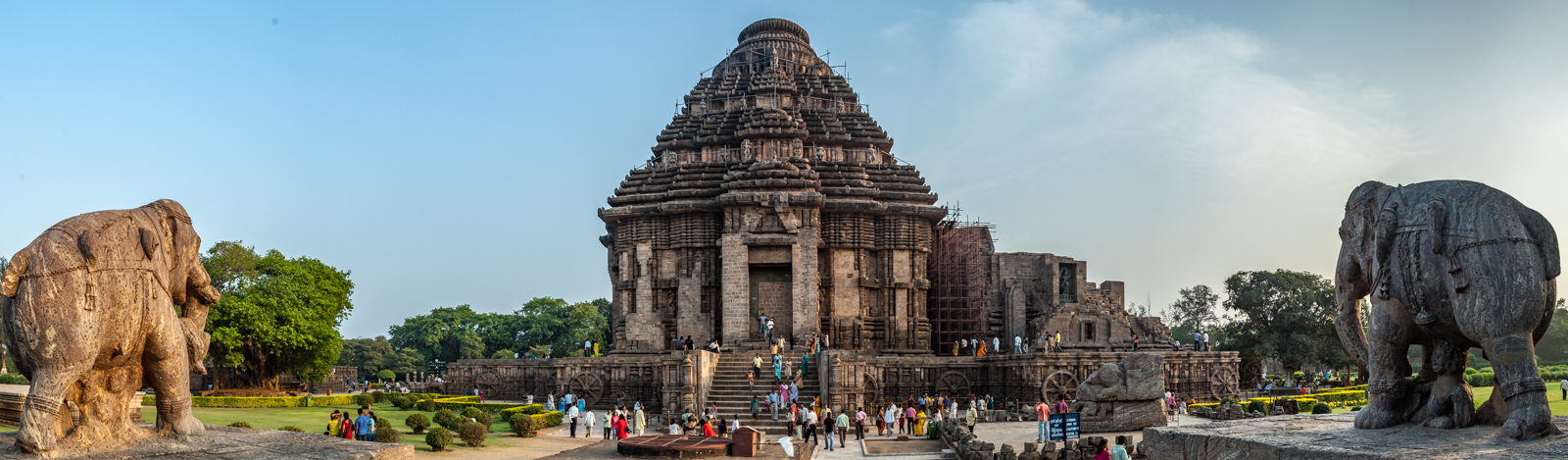
Vista panoràmica del temple de Surya a Konark (Orissa).

## Temples
Va ésser un déu amb molt culte, tant que se li van fer temples on ell n'era la divinitat tutelar fins al segle xiii. El seu culte avui dia ha disminuit força fins a situar-lo en el rang de déu-planeta. La salutació al sol és una de les pràctiques religioses més importants de l'hinduisme; es fa normalment al matí, agafant-se de les mans. Aquest ritual propicia la bona salut i és una manera d'agrair a la divinitat les seves accions amb el sol. Els fidels també hi relacionen amb ell algunes habilitats curatives; per això molta gent associa el prendre el sol amb la curació de la lepra, la ceguesa i la infertilitat. Aquesta habilitat curativa és per la creença vèdica del sol com a desinfectant. Tot i que ja no és una de les divinitats principals avui dia, encara es conserven temples dedicats a aquesta divinitat, com ara el temple de Dakshina Arka (prop del riu Ganges), Surianaar Koyil al sud, Arasavilli i Konark a la zona costanera de l'est, Suria Pahar al nord-est i Unao a la zona de l'Índia central.
Gràcies a la seva relació amb el panteó principal dels déus, apareix en temples dedicats a altres divinitats com ara al temple de Tamil Nadu dedicat a Xiva.
En la seva època d'esplendor, al segle xvii dC hi havia un fort corrent de pelegrinació a Multan (al Pakistan) i a Srinagar (Caixmir) a la ciutat de Martanda.